# Wolfgangshof

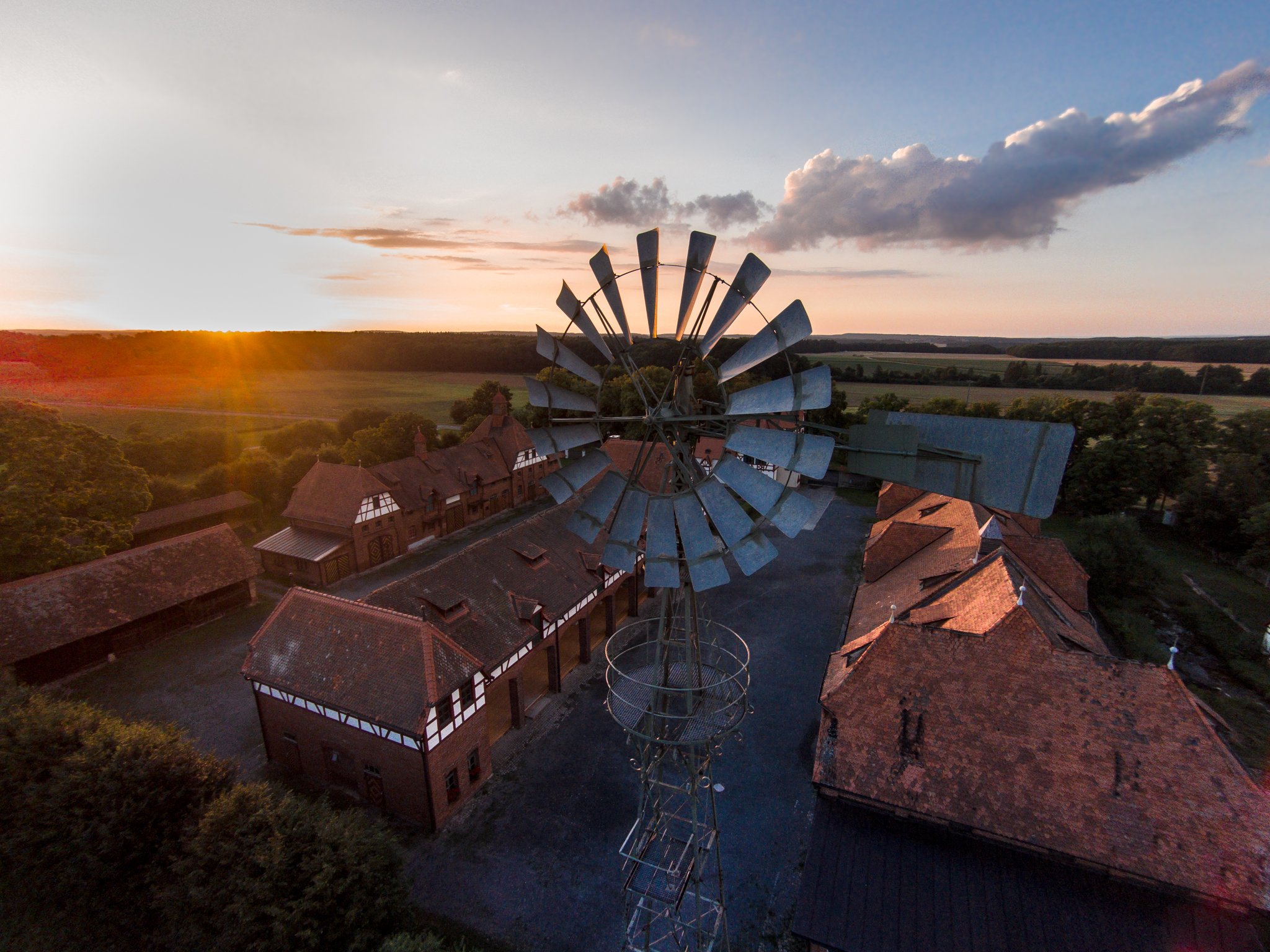
Wolfgangshof im Abendlicht

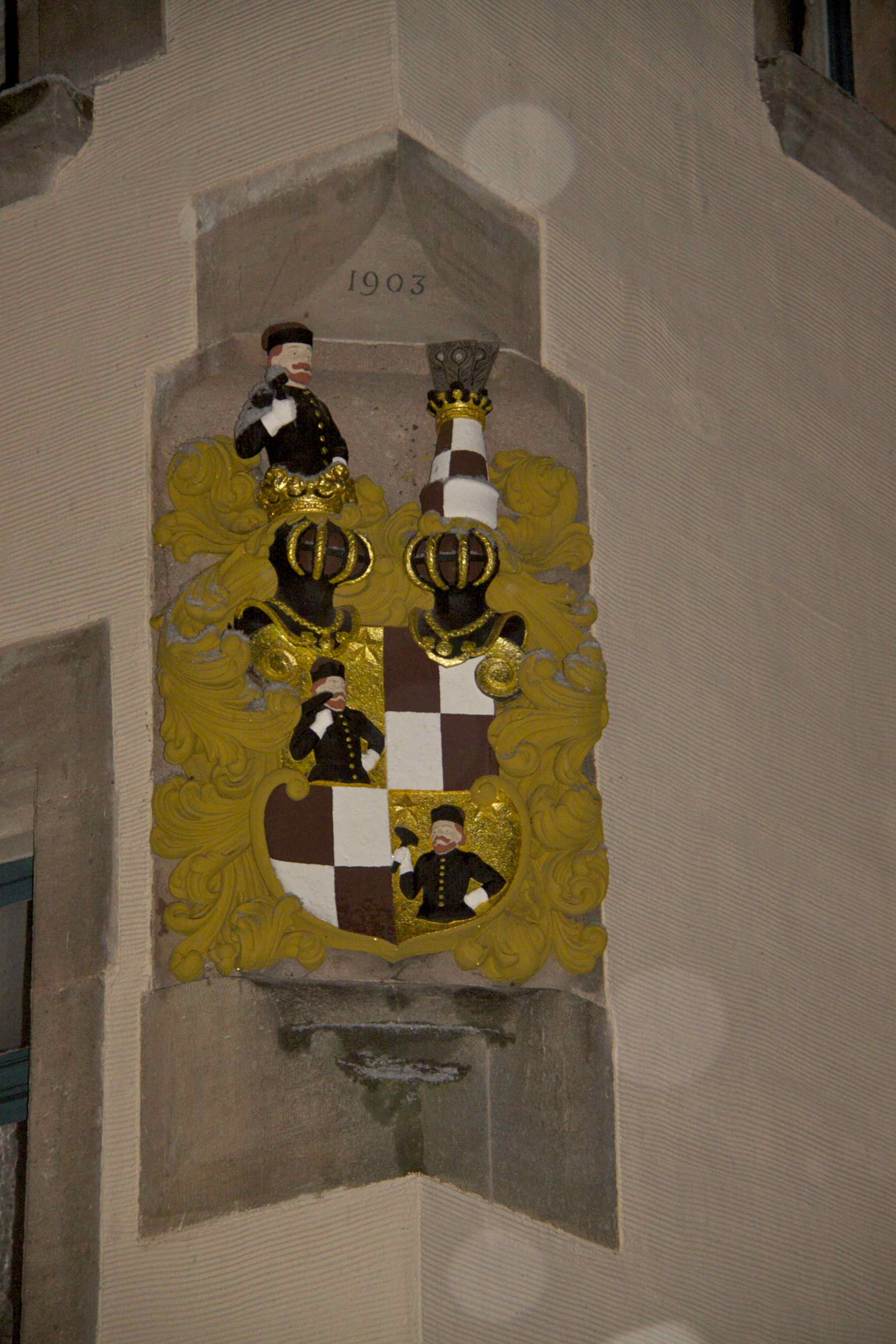
Wappen am Eingangstor

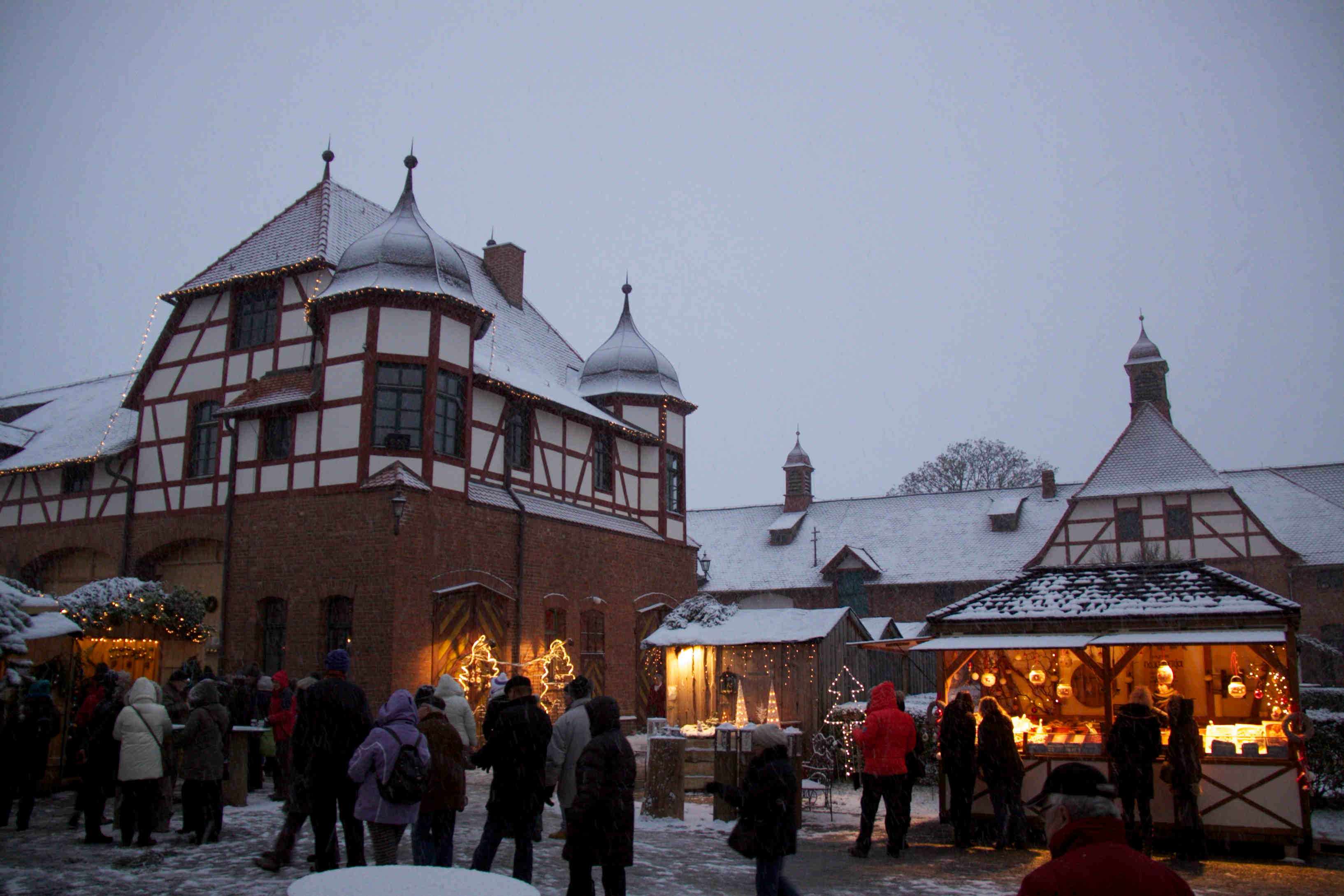
Weihnachtsmarkt im Gutshof

Wolfgangshof (fränkisch: Wolfgangs-huhf) ist ein Gemeindeteil der Stadt Zirndorf im Landkreis Fürth (Mittelfranken, Bayern).

## Lage
Das Gut liegt an der Kreisstraße FÜ 22, die nach Weitersdorf (1,2 km südwestlich) bzw. nach Anwanden (0,4 km nordöstlich) führt. Das Anwesen ist von Acker- und Grünland umgeben. Im Westen befindet sich die Anhöhe Krähenleite, im Süden der Gaukelesberg (386 m ü. NHN).

## Geschichte
Nach dem Ankauf mehrerer Güter bei Anwanden ab den Jahren 1883/1884 durch Lothar von Faber wurde schließlich nach weiteren Zukäufen ein Gutshof errichtet, welcher am 27. August 1902 eingeweiht und auf den Namen „Wolfgangshof“, nach dem im Juli 1902 geborenen ältesten Sohn von Graf Alexander und Gräfin Ottilie von Faber-Castell, benannt wurde (welcher bereits im März 1903 verstarb).
Die damals fortschrittliche Gutsanlage (mit Windmotor, Motorbetrieb und elektrischen Licht) wurde in den Folgejahren weiter ausgebaut und produzierte dabei, neben landwirtschaftlichen Produkten, auch Deputate für die Arbeiter der Bleistiftfabrik A. W. Faber (heute Faber-Castell) im nahen Stein.
Ab 1967 wurde die Milchviehhaltung aufgegeben und mit einer Pferdezucht des Bayerischen Warmblutes, welche bis in das Jahr 1993 erfolgte, die Arbeit im Gut fortgesetzt.
Am 1. Januar 1976 wurde Wolfgangshof im Zuge der Gebietsreform in Bayern von Leichendorf nach Zirndorf eingemeindet.
Schließlich wurden seit 1994 die landwirtschaftlichen Flächen um den Gutshof verpachtet und die Ställe, Hallen und Einrichtungen für verschiedene Nachnutzungen herangezogen.
Seit 2002 findet hier jährlich die Grüne Lust statt, ein dreitägiger Markt für grüne Produkte und Ideen.
Der früher auf Schloss Hexenagger durchgeführte Weihnachtsmarkt findet ebenfalls seit einigen Jahren auf Gut Wolfgangshof statt.

### Baudenkmal
- Weitersdorfer Straße 22: Gutshof[6]

### Einwohnerentwicklung
| Jahr      | 001925 | 001950 | 001961 | 001970 | 001987 | 002007 |
| Einwohner | 11     | 15     | 17     | 10     | 6      | 0      |
| Häuser    | 1      | 2      | 3      |        | 1      | 1      |
| Quelle    | [ 8 ]  | [ 9 ]  | [ 10 ] | [ 11 ] | [ 12 ] |        |

## Religion
Die Einwohner evangelisch-lutherischer Konfession sind nach St. Rochus (Zirndorf) gepfarrt, die Einwohner römisch-katholischer Konfession sind nach St. Josef (Zirndorf) gepfarrt.